# نامبی پوئبلو (نیومکزیکو)
نامبی پوئبلو (به انگلیسی: Nambé Pueblo) یک منطقهٔ مسکونی در ایالات متحده آمریکا است که در نیومکزیکو واقع شده‌است.